# Cynthia muelleri
Cynthia muelleri är en fjärilsart som beskrevs av Letcher 1898. Cynthia muelleri ingår i släktet Cynthia och familjen praktfjärilar. Inga underarter finns listade i Catalogue of Life.